# اندیس کبوتر کوه
کبوتر کوه یک اندیس غیرفلزی است که در حوالی شهر گناباد استان خراسان قرار دارد و مادهٔ معدنی موجود در آن، باریت است.  